# Sowetakan Hajastan
Sowetakan Hajastan (armenisch Սովետական Հայաստան; russisch Советакан Айастан, transkribiert Sowjetakan Ajastan) war eine armenischsprachige Tageszeitung. Sie wurde von der Regierung der Armenischen SSR herausgegeben.

## Geschichte
Die Zeitung wurde 1920 unter dem Namen Kommunist (armenisch Կոմունիստ) gegründet und hieß von 1921 bis 1940 Khorhrdajin Hajastan (armenisch Խորհրդային Հայաստան), ehe sie 1940 den Namen Sowjetakan Hajastan erhielt. In den Siebzigerjahren betrug die Auflage der Zeitung 275 000 Exemplare.
Insbesondere seit der Zeit der Perestroika wurde in kritischen Artikeln die Stimmung innerhalb der Bevölkerung wiedergegeben und zunehmend Kritik am Kurs der sowjetischen Führung geübt. Mit dem beginnenden Zerfall der Sowjetunion änderte sie 1990 ihren Namen in Armenien (Հայաստան) und wurde im Zeitungsformat bis 2012 veröffentlicht.

## Auszeichnungen
- Orden des Roten Banners der Arbeit (1951)[1]